# Transports en commun d'Obernai
Les transports en commun d'Obernai sont réalisés par autobus desservant la commune d'Obernai dans le département du Bas-Rhin au nord-est de la France, sous le nom commercial de Pass'O.

## Histoire
Le réseau de transports en commun d'Obernai a été mis en service le 16 août 2005 avec une seule ligne,. La deuxième ligne a été créée en juillet 2018,. 
Le 1er juillet 2021, la ville d'Obernai transfère sa compétence transport à la communauté de communes du Pays de Sainte-Odile.
En janvier 2023, le premier véhicule électrique est mis en service sur le réseau.

## Gestion
Selon la délégation de service public réalisée entre la ville d'Obernai, alors autorité organisatrice, et l'entreprise Keolis en 2017, le réseau Pass'O est exploité par Keolis Obernai jusqu'en 2025.
Keolis a succédé à CarPostal France qui exploitait le réseau à ses débuts, une délégation de huit ans ayant été signée le 1er décembre 2009,.

## Réseau

### Lignes régulières
| Ligne | Caractéristiques | Caractéristiques                               | Caractéristiques                               | Caractéristiques                               | Caractéristiques                               | Caractéristiques                               | Caractéristiques                               | Caractéristiques                               | Caractéristiques                               |
| A     | Obernai — Maréchal Koenig ⥋ Obernai — Camping | Obernai — Maréchal Koenig ⥋ Obernai — Camping  | Obernai — Maréchal Koenig ⥋ Obernai — Camping  | Obernai — Maréchal Koenig ⥋ Obernai — Camping  | Obernai — Maréchal Koenig ⥋ Obernai — Camping  | Obernai — Maréchal Koenig ⥋ Obernai — Camping  | Obernai — Maréchal Koenig ⥋ Obernai — Camping  | Obernai — Maréchal Koenig ⥋ Obernai — Camping  | Obernai — Maréchal Koenig ⥋ Obernai — Camping  |
| ----- | --- | ---------------------------------------------- | ---------------------------------------------- | ---------------------------------------------- | ---------------------------------------------- | ---------------------------------------------- | ---------------------------------------------- | ---------------------------------------------- | ---------------------------------------------- |
| A     | Ouverture / Fermeture — / — | Longueur —                                     | Durée —                                        | Nb. d’arrêts 16 ou 18                          | Matériel Minibus                               | Jours de fonctionnement L, Ma, Me, J, V, S     | Jour / Soir / Nuit / Fêtes O / N / N / N       | Voy. / an —                                    | Dépôt —                                        |
| A     | Desserte : - Stations (service régulier) : - direction Camping: Maréchal Koenig, Collège Europe, Gendarmerie, Parc des Roselières, Tertre, Marcel Klein, Lycée Agricole, Bonnes Gens, Général Leclerc, Gare, Freppel, Hôtel de Ville, Selhof Centre, Rue de Boersch, Saint-Jean, Parc de Hell, Camping - direction Maréchal Koenign: Camping, Pierre Fontaine, Saint-Jean, Vorstadt, Etoile, Beffroi, Fines Herbes, Porte Swal, Hôtel de Ville, Gare, Général Leclerc, Bonnes Gens, Lycée Agricole, Marcel Klein, Tertre, Parc des Roselières, Gendarmerie, Collège Europe, Maréchal Koenig - Gares desservies : Obernai |                                                |                                                |                                                |                                                |                                                |                                                |                                                |                                                |
| A     | Autre : - Arrêts non accessibles aux UFR : non communiqué - Particularités : - Arrêts desservies par course supplémentaire: Adalric, Champs Verts, Stoeffler Triumph, Hager, Brasserie. - Date de dernière mise à jour : 6 janvier 2022. |                                                |                                                |                                                |                                                |                                                |                                                |                                                |                                                |
| A     | Dernière actualisation : — |                                                |                                                |                                                |                                                |                                                |                                                |                                                |                                                |
| B     | Obernai — Maréchal Koenig ⥋ Obernai — Alt Mehl | Obernai — Maréchal Koenig ⥋ Obernai — Alt Mehl | Obernai — Maréchal Koenig ⥋ Obernai — Alt Mehl | Obernai — Maréchal Koenig ⥋ Obernai — Alt Mehl | Obernai — Maréchal Koenig ⥋ Obernai — Alt Mehl | Obernai — Maréchal Koenig ⥋ Obernai — Alt Mehl | Obernai — Maréchal Koenig ⥋ Obernai — Alt Mehl | Obernai — Maréchal Koenig ⥋ Obernai — Alt Mehl | Obernai — Maréchal Koenig ⥋ Obernai — Alt Mehl |
| B     | Ouverture / Fermeture — / — | Longueur —                                     | Durée —                                        | Nb. d’arrêts 8                                 | Matériel Minibus                               | Jours de fonctionnement L, Ma, Me, J, V, S     | Jour / Soir / Nuit / Fêtes O / N / N / N       | Voy. / an —                                    | Dépôt —                                        |
| B     | Desserte : - Stations (service régulier) : - Direction Alt Mehl: Maréchal Koenig, Picasso, Bugeaud, Gare, Selhof Centre, Rue de Boersch, Piscine Plein Air, Alt Mehl - Direction Maréchal Koenig: Alt Mehl, Piscine Plein Air, Rue de Boersch, Selhof Centre, Gare, L'Ô / Hôpital, Adalric, Maréchal Koenig - Gares desservies : Obernai |                                                |                                                |                                                |                                                |                                                |                                                |                                                |                                                |
| B     | Autre : - Arrêts non accessibles aux UFR : non communiqué - Particularités : - Arrêts desservies par course supplémentaire: Atelier, Artisanat, Général Leclerc, Pully, Thal - Date de dernière mise à jour : 6 janvier 2022. |                                                |                                                |                                                |                                                |                                                |                                                |                                                |                                                |
| B     | Dernière actualisation : — |                                                |                                                |                                                |                                                |                                                |                                                |                                                |                                                |

### Autres services
En dehors des lignes régulières, le réseau Pass'O offre deux lignes particuliers: la ligne "Temp'O" qui relie le Mont National et la navette PAN qui desserves le parc d’activité Nord. Le réseau Pass'O offre également le services de transport à demande sous le nom de "Flex'O".

## Parc
En 2022, l'exploitation du réseau Pass'O est effectuée par 9 minibus.
| Modèle                             | Capacité | Nombre |
| ---------------------------------- | -------- | ------ |
| Minibus (9)                        |          |        |
| Detrich Noventis (châssis Renault) | 21       | 4      |
| Fiat Ducato                        | 8        | 1      |
| Dietrich City 29                   | 24       | 2      |
| Dietrich City 75                   | 30       | 1      |
| Mercedes-Benz e-Vito               |          | 1      |

À son lancement, le réseau était assuré avec 4 minibus Dietrich Maxirider.

## Tarification et financement
Jusqu'au 1er septembre 2024, les titres de transport ont été obligatoires pour voyager sur le réseau. A compter du 2 septembre 2024, le réseau est entièrement gratuit au public.
Le versement mobilité est fixé à un taux de 0,5 % depuis août 2021.